# قشلاق سيدلر ساري قوئي بيت الله (مقاطعة بيله سوار)
قشلاق سیدلر ساري قوئي بیت الله (بالفارسية: قشلاق سیدلر ساری قوئی بیت اله) هي منطقة سكنية تقع في إيران في أردبيل.